# Obi (Molukken)
Obi is een eiland in de Molukken in Indonesië. Het is 2520 km² groot en het hoogste punt is 1611 m. Met enkele kleinere eilanden errond vormt het de Obi-eilanden. Ten westen van het eiland ligt de straat Tobalai met aan de andere kant van het water het eiland Tobalai. 
Het eiland herbergt een aantal endemische diersoorten. Het leefgebied voor plant- en diersoorten wordt echter bedreigd door ontbossing.

## Fauna
Het eiland is bekend om de vlindersoort Ornithoptera aesacus. Er komen 189 soorten vogels voor, waarvan zeven soorten met de status kwetsbaar of bedreigd op de Rode Lijst van de IUCN waaronder de obi-jufferduif (Ptilinopus granulifrons) en de Molukse kraai (Corvus validus).
De volgende zoogdieren komen er voor: Crocidura monticola (prehistorisch geïntroduceerd),  Wild zwijn (Sus scrofa) (geïntroduceerd),  Polynesische rat (Rattus exulans) (geïntroduceerd), Rattus tanezumi (geïntroduceerd), Phalanger rothschildi, Hydromys sp. nov., Melomys obiensis, Dobsonia crenulata, Macroglossus minimus (onzeker), Nyctimene albiventer, Pteropus chrysoproctus, Pteropus conspicillatus, Pteropus personatus, Aselliscus tricuspidatus en Hipposideros papua